# Планинска автономна съветска социалистическа република
Планинската автономна съветска социалистическа република (на руски: Горская Автономная Советская Социалистическая Республика; ГАССР) е република в Северен Кавказ в състава на Руската СФСР, съществувала през периода 1921 – 1924 г. Столица на републиката е Владикавказ.

## Автономни области на републиката
При различни административно-териториални преустройства от състава на републиката са извадени следните автономни области:
- през 1921 – 1922 г. – Кабардинска (Кабардино-балкарска), Карачаево-черкезка, Чеченска;
- през 1924 г. – Северно-осетинска, Ингушка.